# Walter Cannon
Walter Bradford Cannon (19 de octubre de 1871 - 1 de octubre de 1945) fue un fisiólogo estadounidense.
Eminente científico, Cannon estaba casado con una escritora de best-sellers, Cornelia James Cannon, con quien tuvo cinco hijos, entre ellos Bradford, eminente cirujano plástico militar, y Marian, pintora y escritora.
Fue uno de los pioneros en la búsqueda de sales de metales pesados para mejorar el contraste de los rayos-X.
Sus ideas sobre la biopsicología de la emoción, ampliadas por su discípulo Phillip Bard, fueron de gran importancia en el avance en este campo (teoría de Cannon-Bard).
Cannon desarrolló la hipótesis de la boca seca, estableciendo que uno siente sed porque su boca está seca. Realizó un experimento con dos perros, seccionando sus gargantas e insertando un tubo, merced al cual por mucho que bebieran, el agua no llegaba a su estómago, encontrando que los perros bebían lo mismo que los perros de control. Hoy se sabe que el organismo tiene otros mecanismos de control.
Cannon además fue presidente de la American Physiological Society de 1914 a 1916.

## Algunas publicaciones
- 1918. A Laboratory Course in Physiology
- 1916. The Mechanical Factors of Digestion
- 1915. Bodily Changes in Pain, Hunger, Fear and Rage
- 1923. Traumatic Shock
- 1932. The Wisdom of the Body
- 1936. Digestion and Health
- 1937. Autonomic Neuro-effector Systems, con Arturo Rosenblueth
- 1945. The Way of an Investigator

- Datos: Q503192
- Multimedia: Walter Bradford Cannon / Q503192